# Čerkez Sadovina
Sadovinë e Çerkezëve en albanais et Čerkez Sadovina en serbe latin (en serbe cyrillique : Черкез Садовина) est une localité du Kosovo située dans la commune/municipalité de Viti/Vitina, district de Gjilan/Gnjilane (Kosovo) ou district de Kosovo-Pomoravlje (Serbie). Selon le recensement kosovar de 2011, elle compte 1 262 habitants, dont une majorité d'Albanais.

## Démographie

### Évolution historique de la population dans la localité
| 1948 | 1953 | 1961 | 1971 | 1981  | 1991  | 2011  |
| ---- | ---- | ---- | ---- | ----- | ----- | ----- |
| 574  | 615  | 746  | 866  | 1 013 | 1 193 | 1 262 |

|  |